# Vertus
Pour l’article homonyme, voir Vertu.
Vertus [vɛʁty] est une ancienne commune française située dans le département de la Marne et la région Grand Est.
Le 1er janvier 2018, elle forme avec Gionges, Oger et Voipreux une nouvelle commune par fusion : Blancs-Coteaux. La nouvelle mairie se situe à l'ancienne mairie de Vertus.

## Géographie
Vertus est un chef-lieu de canton du sud de la Côte des blancs, à 20 km au sud d'Épernay. La commune est située sur la route touristique du Champagne. Au sud de la Côte des blancs, Vertus s'appuie sur les derniers contreforts de l’Île-de-France, que l’on distingue nettement aux lieux-dits la Pierre aux Corbeaux et les Falloises. C’est de là que l’on découvre la plaine de Champagne dominée par la butte-témoin du mont Aimé (240 mètres).
| Montmort-Lucy, Chaltrait, Villers-aux-Bois | Gionges, Le Mesnil-sur-Oger | Villeneuve-Renneville-Chevigny |
| Loisy-en-Brie                              | Vertus                      | Voipreux                       |
| Givry-lès-Loisy, Soulières, Étréchy        | Bergères-lès-Vertus         | Trécon                         |

## Toponymie
Le nom de la localité est attesté sous les formes Chef-lieu du pagus Vertudensis (696) ; Virtudis (vers 948) ; Villa Virtutis (977) ; Virtuensis ecclesia (111.) ; Municipium Vertudense (1120) ; Castrum Virtutum (1123) ; Rainerus, canonicus Virtuensis (1128) ; Virtuti (1133) ; Abbas Virtuacensis (1147-1151) ; Virtuense castellum (1163) ; Virtus (vers 1172) ; Vertu, Vertus, Vertuz (vers 1222) ; Vertus en Champaigne (1308) ; Virtudum (1675).
Vertus est une ville très ancienne, dont le nom a été rapproché du latin « virtus » désignant la « vertu » (la force virile) mais viendrait plutôt de celui d'un dieu gallo-romain, Virotus, assimilé à Apollon[réf. nécessaire].

## Histoire

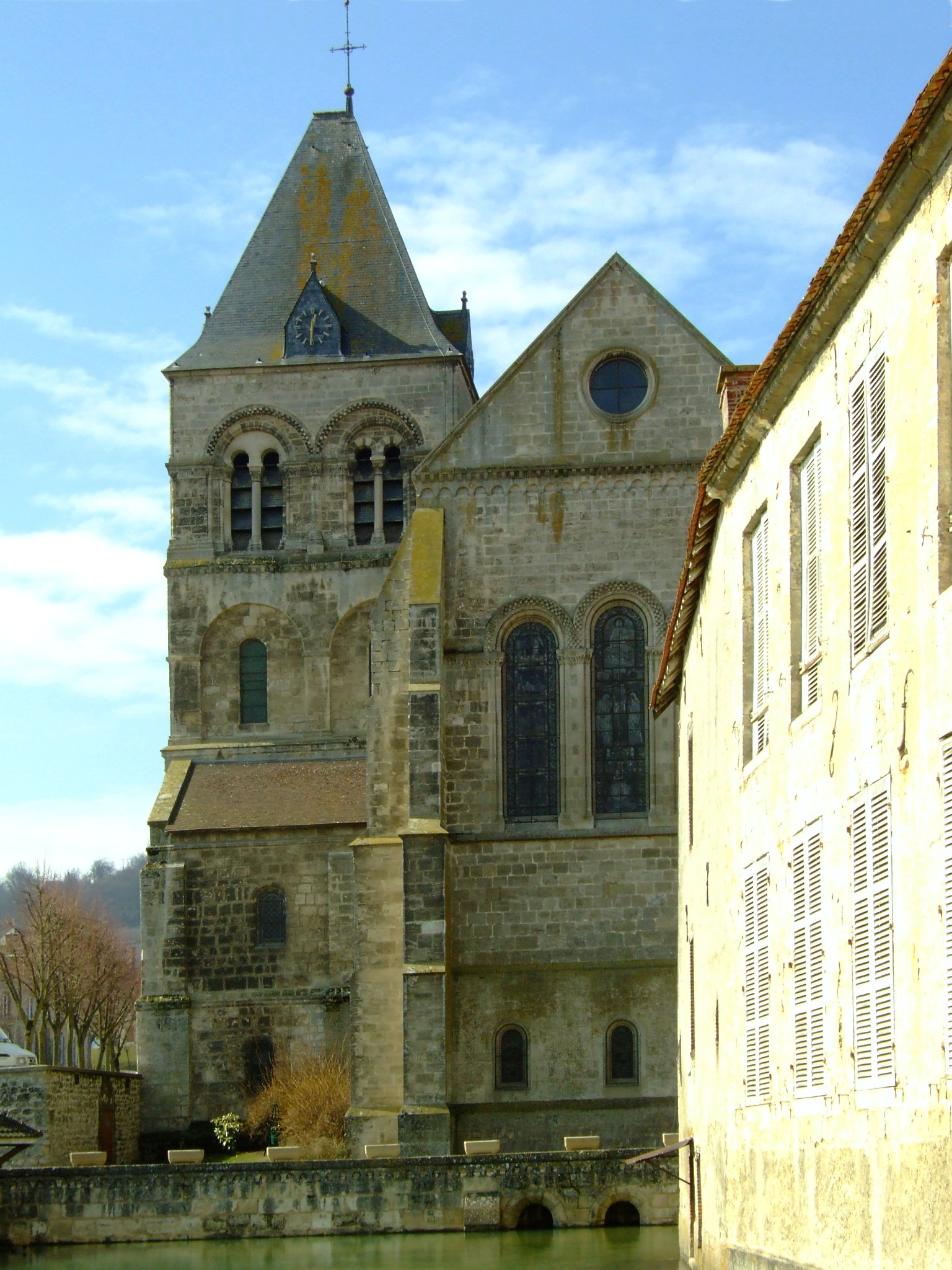
L'église Saint-Martin.

### Période médiévale
Raoul Glaber, cité par Georges Duby, rapporte qu'en l'an mille, qu'on prit longtemps pour une époque de grandes inquiétudes et de crainte de la fin des temps , un habitant de Vertus nommé Leutard, dit avoir reçu des révélations de Dieu, brise les objets du culte dans l'église du village, essaye de convaincre les habitants de ne plus payer la dîme à l’Église et finit par se suicider. Il est de ceux que des sources ecclésiastiques comme Raoul Glaber décrivent comme hérétiques. Georges Duby, dont beaucoup des conclusions sur cette période ont été aujourd'hui dépassées, voit dans cet épisode les prémices de l'hérésie des manichéens qui apparaît quelques années plus tard. Au Moyen Âge toujours, les comtes de Champagne dotèrent Vertus de plusieurs monastères : la collégiale Saint-Jean et les abbayes Saint-Sauveur et Saint-Martin. Incendiée en 1167, cette dernière fut reconstruite plus tard, en dehors de l’enceinte de la cité, sous le nom de Notre-Dame.
En 1230, on fortifia la ville par une ceinture de remparts
Le pape Innocent III rappelle par une bulle en 1205 que les comtes de Champagne sont les vassaux de l'archevêque de Reims, pour Épernay, Fismes, Châtillon-sur-Marne, Vertus, et Vitry-en-Perthois. Un hôtel Dieu fut fondé en 1211.
Le comté de Vertus fut créé par Jean le Bon en 1360, pour l'intégrer dans la dot de sa fille Isabelle de France à partir des seigneuries de Vertus, Rosnay, Moymer et La Ferté-sur-Aube à l'occasion de son mariage avec Jean Galéas Visconti. La prisée du comté fut faite en 1366. À la fin du XVe siècle, le comté de Vertus passera à une branche bâtarde des ducs de Bretagne.
Jean le Bon ayant été fait prisonnier par les Anglais, les habitants participèrent au paiement de la rançon réclamée pour sa libération. En reconnaissance, il accorda à la ville, en 1361, des armoiries (« d’argent au cœur de gueules traversé d’une flèche de sable ferrée au champ ») avec la devise « Vivit post funera virtus » (« Le courage survit à la mort »).

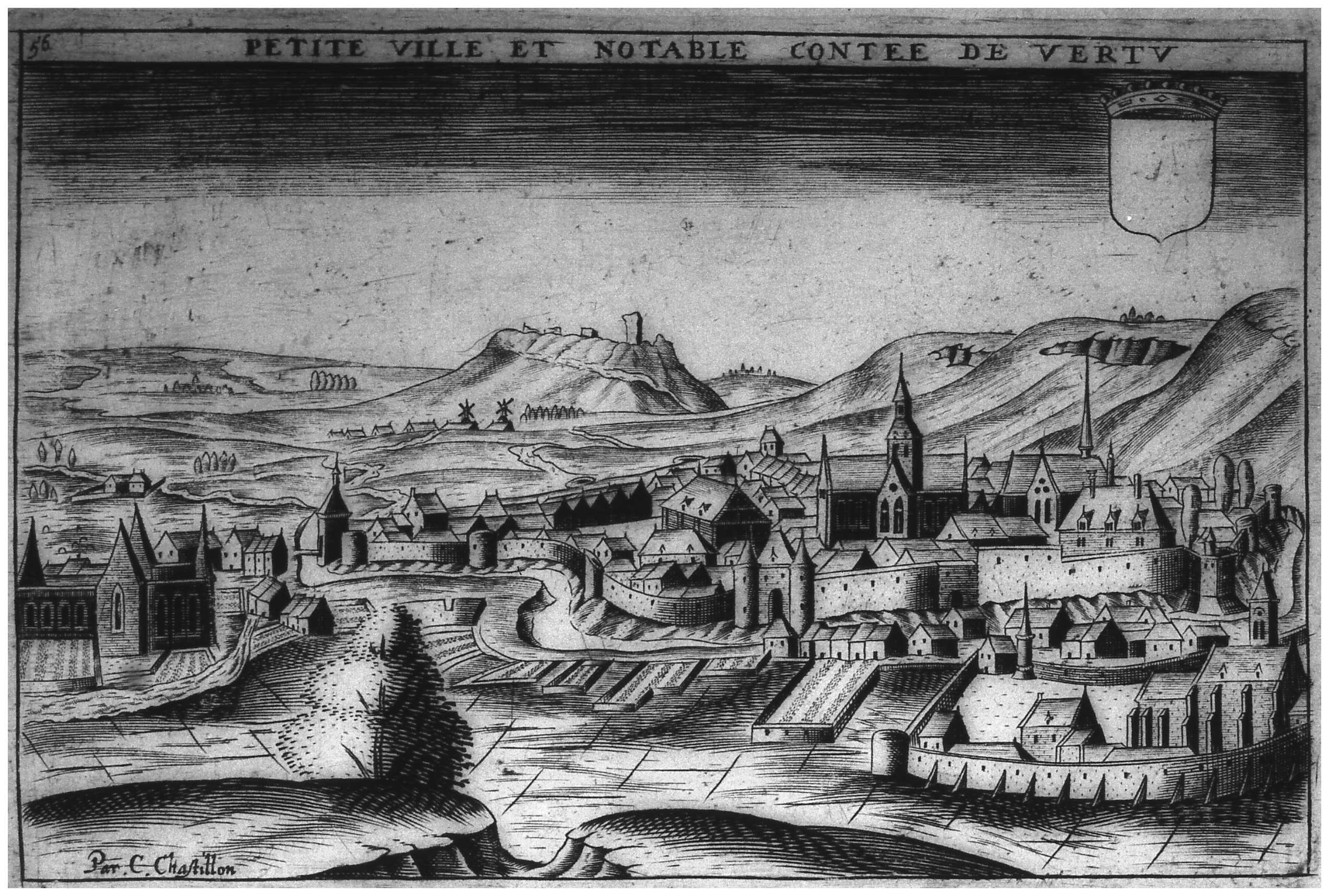
Vertus sur une gravure de Chastillon.

Cette petite ville connut de nombreuses épreuves pendant la guerre de Cent Ans. Vertus est une des dernières villes à résister devant les Anglais, qui la brûlèrent en 1380.

### Période moderne
Sous l'Ancien Régime, Vertus est le chef-lieu d'un doyenné et d'un archidiaconé de même nom, dépendant du diocèse de Châlons.
Il existait dans le village une maladrerie, devenue plus tard le siège de l’Institution des dames régentes , institution créée au XVIIe siècle par Félix Vialart de Herse, évêque de Châlons-en-Champagne.

### Période contemporaine
Durant la campagne de France de 1814, en particulier lors de la campagne des Six-Jours, la commune fut touchée par de nombreux combats. En septembre 1815, dans la plaine de Vertus, se tint en présence de l'empereur Alexandre Ier de Russie une gigantesque parade militaire réunissant les vainqueurs de Napoléon Ier.
Fin août, début septembre 1914, durant la Première Guerre mondiale, comme l'ensemble des communes de la Côte des blancs, la commune fut traversée par les troupes françaises poursuivies par les troupes allemandes avant d'être une nouvelles fois traversée par les troupes allemandes en déroute, poursuivies par les forces françaises après la victoire de la Marne.
Elle fut également cruellement touchée lors de la Seconde Guerre mondiale.

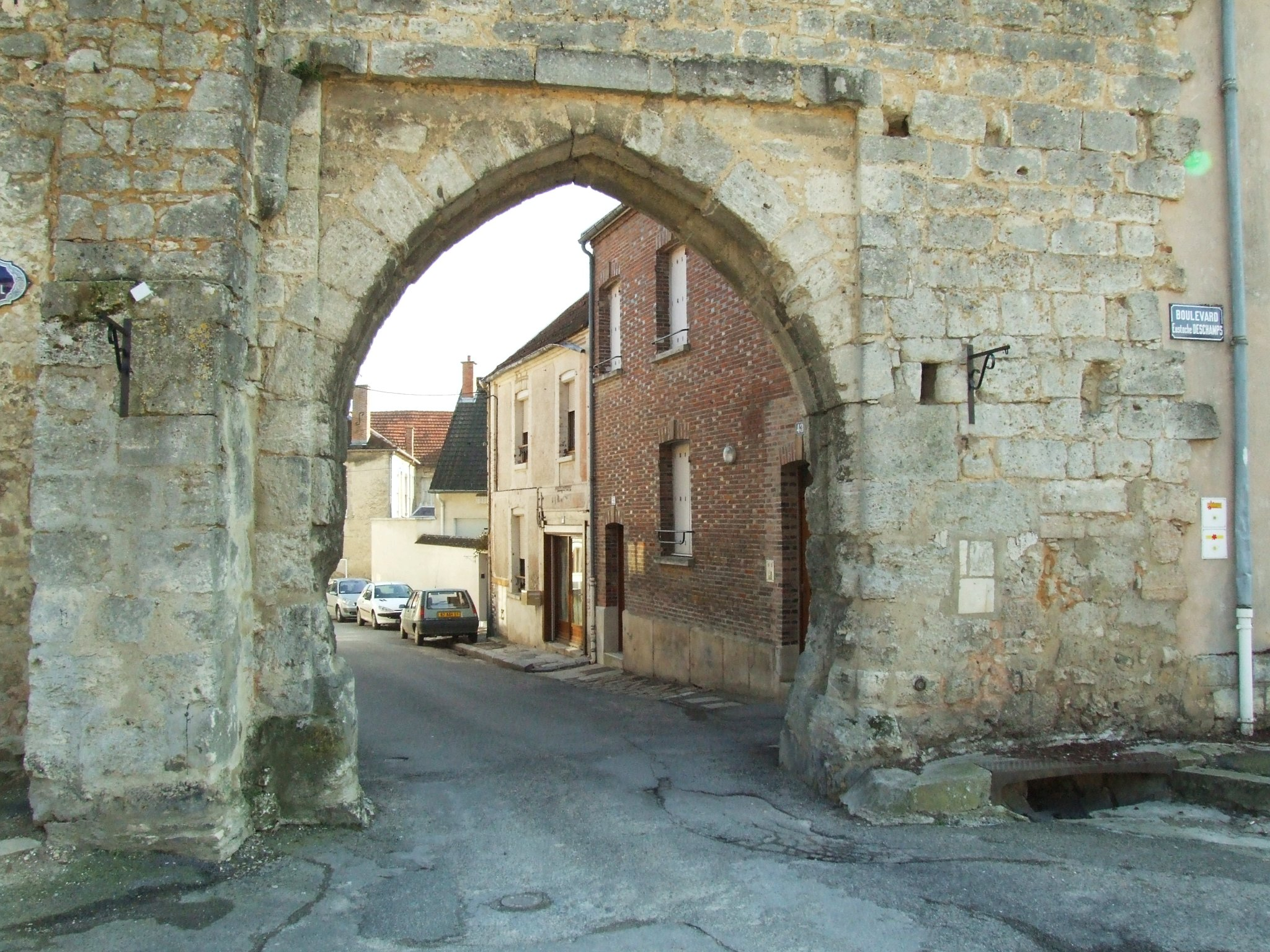
La porte Baudet.

La cité a vu naître un poète renommé, Eustache Deschamps (1344-1404) qui parlait de la douceur de vivre en ce lieu :
Je fu jadiz de terre vertueuses

Nez de Vertus, le païz renommé,

Ou il avoit ville tres gracieuse

Dont li bon vin sont en maint lieux nommé…

Dehors Vertus ay maison gracieuse

Maison des Champs l'ont pluseur appelé.

― Ballade 250.

## Politique et administration
Par décret du 29 mars 2017, la commune est détachée le 31 mars 2017 de l'arrondissement de Châlons-en-Champagne pour intégrer l'arrondissement d'Épernay.

### Liste des maires

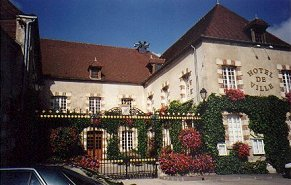
La mairie.

| Période                                  | Période       | Identité         | Étiquette     | Qualité                                                                                                 |
| ---------------------------------------- | ------------- | ---------------- | ------------- | --- |
| Les données manquantes sont à compléter. |               |                  |               | |
|                                          | 1876          | Prin             |               | |
|                                          | après 1877    | Goerg            |               | |
| 1893                                     | 1904          | Cléophace Bonnet | Rad.          | Docteur en médecine Conseiller général de Vertus (1895 → 1901)                                          |
| 1904                                     |               | Louis Lenoir     | Rad.          | Vétérinaire Conseiller général de Vertus (1901 → 1937) Ancien conseiller d'arrondissement (1895 → 1901) |
|                                          |               | Henri Deverdun   | Rad.          | Conseiller général de Vertus (1937→ 1940)                                                               |
|                                          |               | Paul Gérard      | Rad. puis DVD | Conseiller général de Vertus (1958 → 1982)                                                              |
| Les données manquantes sont à compléter. |               |                  |               | |
| 1982                                     | 1995          | Paul Charpentier |               | Administrateur de coopérative, maire honoraire                                                          |
| mars 1996                                | décembre 2017 | Pascal Perrot    | RPR puis UMP  | Viticulteur Conseiller général de Vertus (1996 → 2015) Réélu pour le mandat 2014-2020,                  |

### Jumelages
- Bammental (Allemagne) depuis le 18 juin 1966.

## Population et société

### Démographie
L'évolution du nombre d'habitants est connue à travers les recensements de la population effectués dans la commune depuis 1793. Pour les communes de moins de 10 000 habitants, une enquête de recensement portant sur toute la population est réalisée tous les cinq ans, les populations de référence des années intermédiaires étant quant à elles estimées par interpolation ou extrapolation. Pour la commune, le premier recensement exhaustif entrant dans le cadre du nouveau dispositif a été réalisé en 2006.

En 2015, la commune comptait 2 372 habitants, en évolution de −8,77 % par rapport à 2009 (Marne : −1,19 %, France hors Mayotte : +2,11 %).
| 1793  | 1800  | 1806  | 1821  | 1831  | 1836  | 1841  | 1846  | 1851  |
| ----- | ----- | ----- | ----- | ----- | ----- | ----- | ----- | ----- |
| 1 860 | 2 559 | 1 958 | 2 129 | 2 277 | 2 221 | 2 200 | 2 340 | 2 430 |

| 1856  | 1861  | 1866  | 1872  | 1876  | 1881  | 1886  | 1891  | 1896  |
| ----- | ----- | ----- | ----- | ----- | ----- | ----- | ----- | ----- |
| 2 399 | 2 469 | 2 458 | 2 520 | 2 529 | 2 529 | 2 694 | 2 781 | 3 000 |

| 1901  | 1906  | 1911  | 1921  | 1926  | 1931  | 1936  | 1946  | 1954  |
| ----- | ----- | ----- | ----- | ----- | ----- | ----- | ----- | ----- |
| 3 116 | 3 148 | 3 003 | 2 972 | 2 671 | 2 573 | 2 499 | 2 373 | 2 472 |

| 1962  | 1968  | 1975  | 1982  | 1990  | 1999  | 2006  | 2011  | 2015  |
| ----- | ----- | ----- | ----- | ----- | ----- | ----- | ----- | ----- |
| 2 617 | 2 663 | 2 835 | 2 837 | 2 495 | 2 513 | 2 653 | 2 472 | 2 372 |

### Sports et loisirs
- Piscine Neptune, club de football, club de tennis, club canin, tir à l'arc.
- Escalade (site des Falloises).
- Parcours sportif.
- Randonnée : GRP de la côte des Blancs.
- Golf.
- Club de tir.
- Aires de pétanque.
- Pêche.
- Géocaching.
- Expositions artistiques.

## Économie

### Viticulture

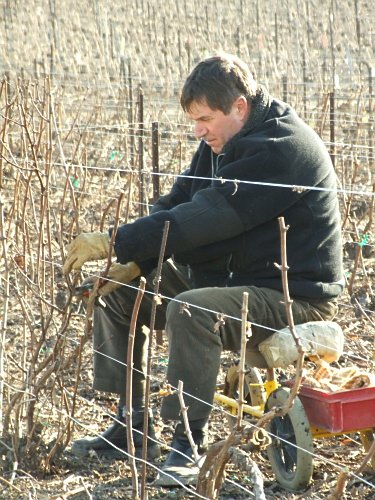
Un viticulteur vertusien au travail.

Le bourg est réputé pour ses champagnes blanc de blancs (classé en premier cru). Vertus est la première commune de Champagne dans la Marne avec 500 hectares plantés, et la deuxième de toute la Champagne après les Riceys. Vertus est le berceau de l'une des dernières grandes maisons de Champagne familiales et indépendantes, Duval-Leroy, présente sur la commune depuis 1859.

### Tourisme
- Hôtels.
- Restaurants.
- Gîtes ruraux.
- Chambres d'hôtes.
- Point d'information touristique (communauté de communes de la Région de Vertus). Il est ouvert toute l'année, du lundi au vendredi.

### Culture et patrimoine
- Les vestiges des remparts de Vertus du XIIIe siècle et la porte Baudet.
- Le Monument aux morts, situé boulevard Paul-Goerg, est sculpté en 1923 par François Mourgues sur les plans d'Édouard Véïs[19].
- L'hôtel de ville qui est une ancienne maladrerie, devenu plus tard le siège de l’Institution des dames régentes[5]. Cette institution fut créée au XVIIe siècle par Félix Vialart de Herse, évêque de Châlons-en-Champagne.
- La maison de retraite, rue de l'Hôtel-Dieu, ancien Hôtel-Dieu fondé en 1211, faisant l'objet d'une protection au titre des Monuments Historiques[20].
- Le Puits-Saint-Martin et son lavoir, rue de l'Église.
- La Grande-Fontaine, qui est l'une des sources de la Berle, place de la Grande-Fontaine.
- La Fontaine Lavoir du Moulinet, rue du Moulinet.
- La Fontaine de la Pissotte, rue Gambetta.
- La Fontaine Maire de Roy, rue de Loisy.
- La Fontaine du Vigneron Champenois, place Léon-Bourgeois.
- La Fontaine Théogène-Lefèvre, place de la République.
- Maison à pans de bois, rue Claude-Deschamps.
- La tourelle du café des Arts, place Léon-Bourgeois.
- Vestige de la porte du château de Vertus.
- Ancien moulin de l'Auditoire, qui a cessé son activité en 1960.
- Maison du XVIIIe siècle, no 28 rue de Châlons.
- Ancienne glacière, située dans les locaux de la coopérative d'Appro Champagne rue de l'Abbaye, qui se trouvait à l'origine dans l'abbaye Notre-Dame de Vertus[21].
- Cimetière ou l'on trouve de nombreuses tombes napoléonienne liées à la campagne des Six-Jours[22],[23].
- Ancien relais de Poste, qui était situé à l'emplacement de l'école Saint-Charles rue du Général-Leclerc.
- École maternelle publique des Sources. École élémentaire publique Le Donjon-Vieux Moulin.
- École privée Saint-Joseph.
- Collège Eustache-Deschamps. Il accueille les élèves de la ville, mais aussi d'autres originaires de communes voisines (Bergères-lès-Vertus, Voipreux, Trécon…).
- L'abbaye Saint-Sauveur de Vertus.
- L'abbaye Notre-Dame de Vertus, détruite après la Révolution.
- L'église Saint-Martin, classée monument historique par arrêté du 24 mars 1854[24]. Elle est également référencée[Par qui ?] « église accueillante » dans le département de la Marne[réf. nécessaire].
- Circuit historique pédestre : composé de 17 étapes, cet itinéraire permet de découvrir le patrimoine civil et religieux de la cité médiévale, grâce à des panneaux d'information en français et des brochures en anglais et en allemand.

Église Saint-Martin de Vertus
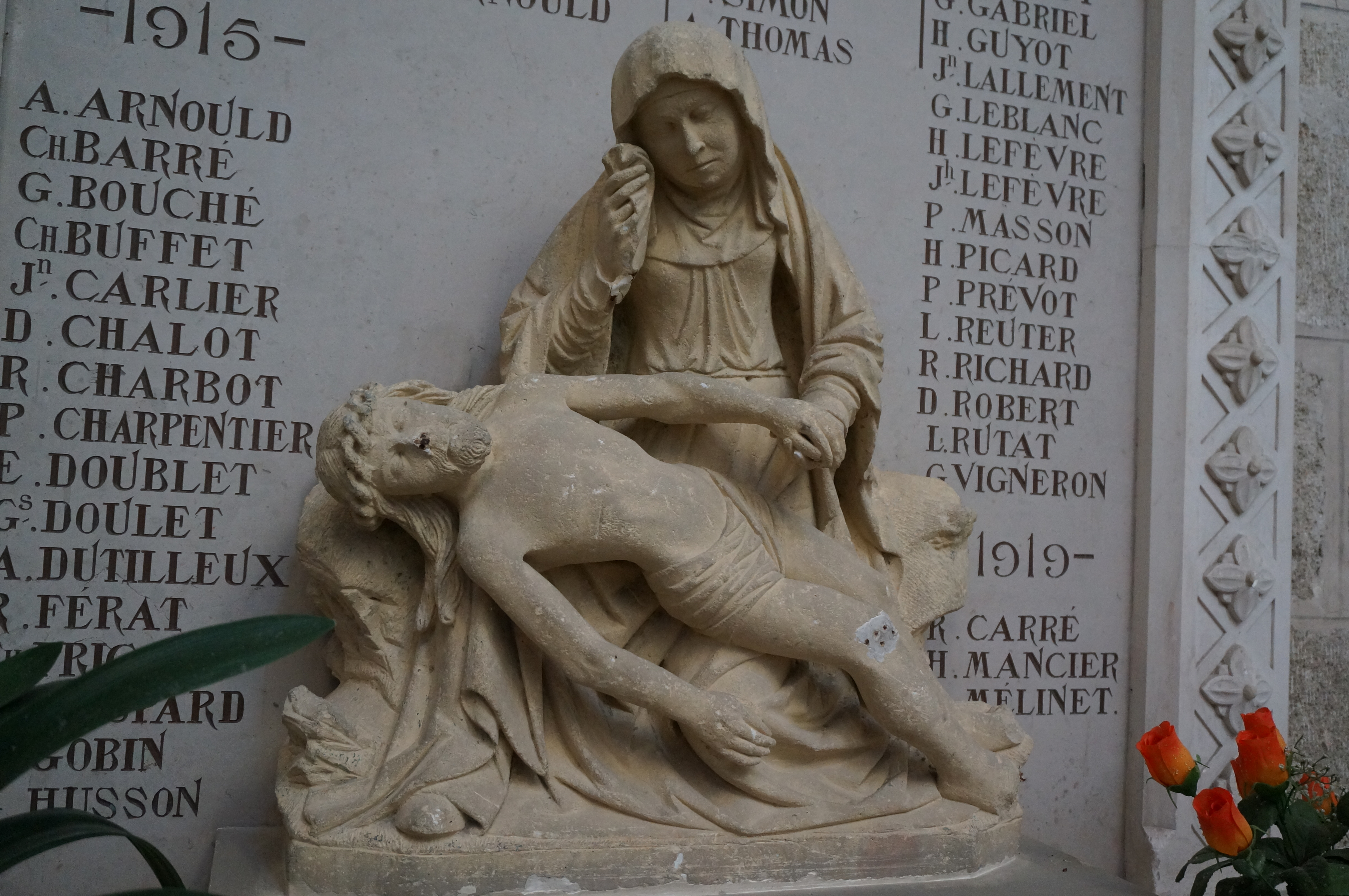
Pietà du XVIe siècle.
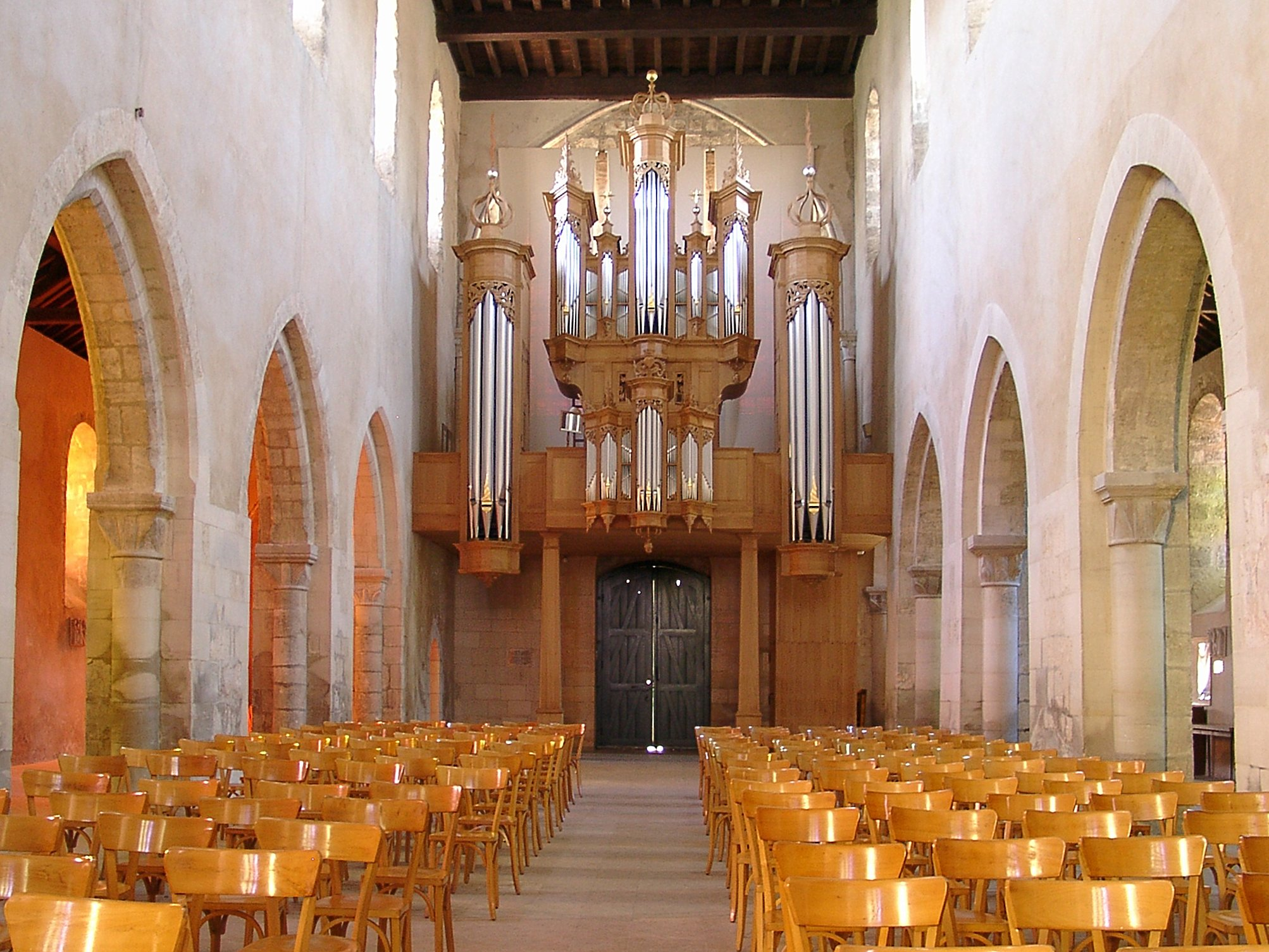
La nef de l'église et l'orgue Bernard Aubertin.
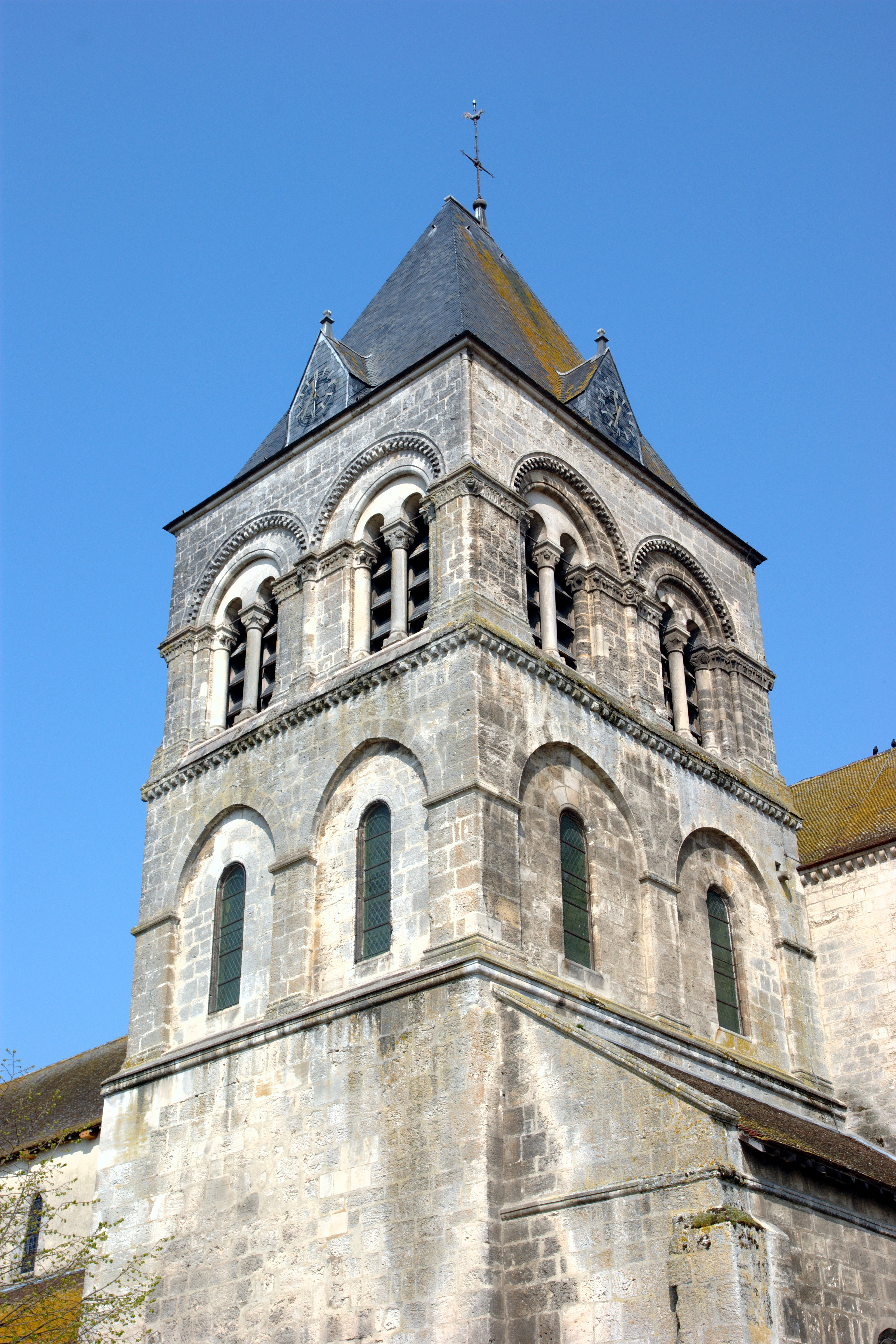
Le clocher de l'église.
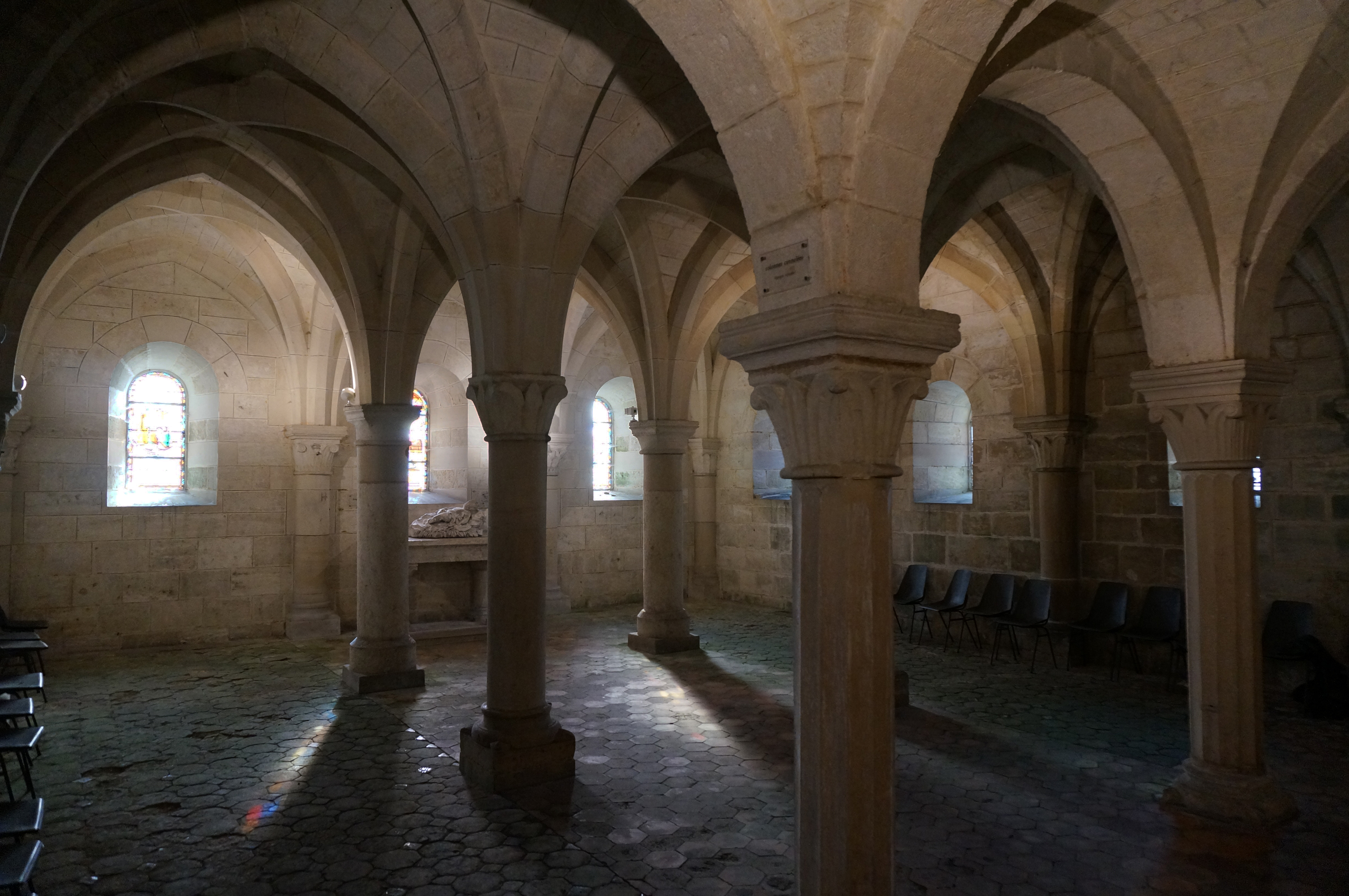
L'une des trois cryptes.

Vues de Vertues
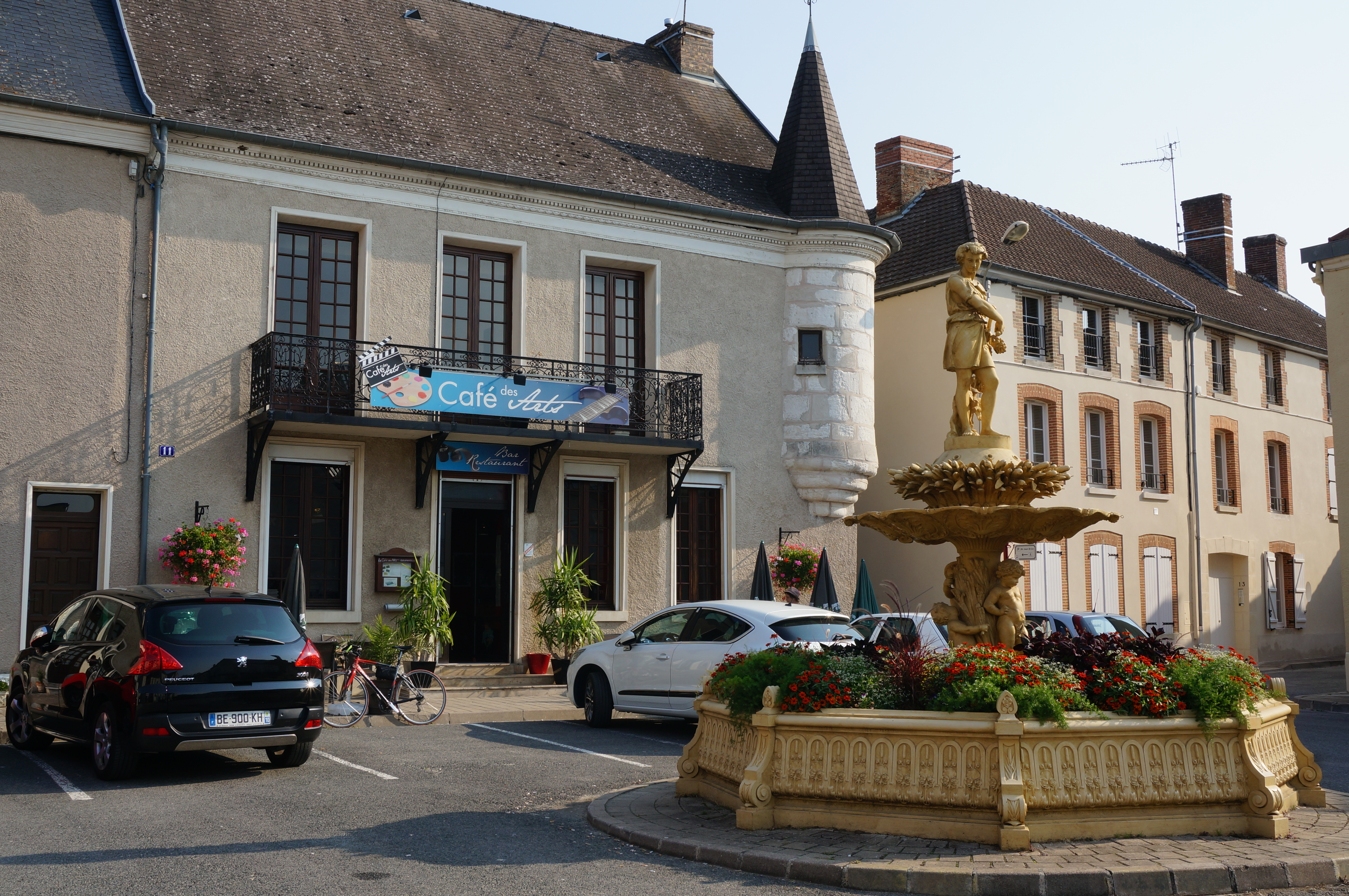
Le café des Arts.
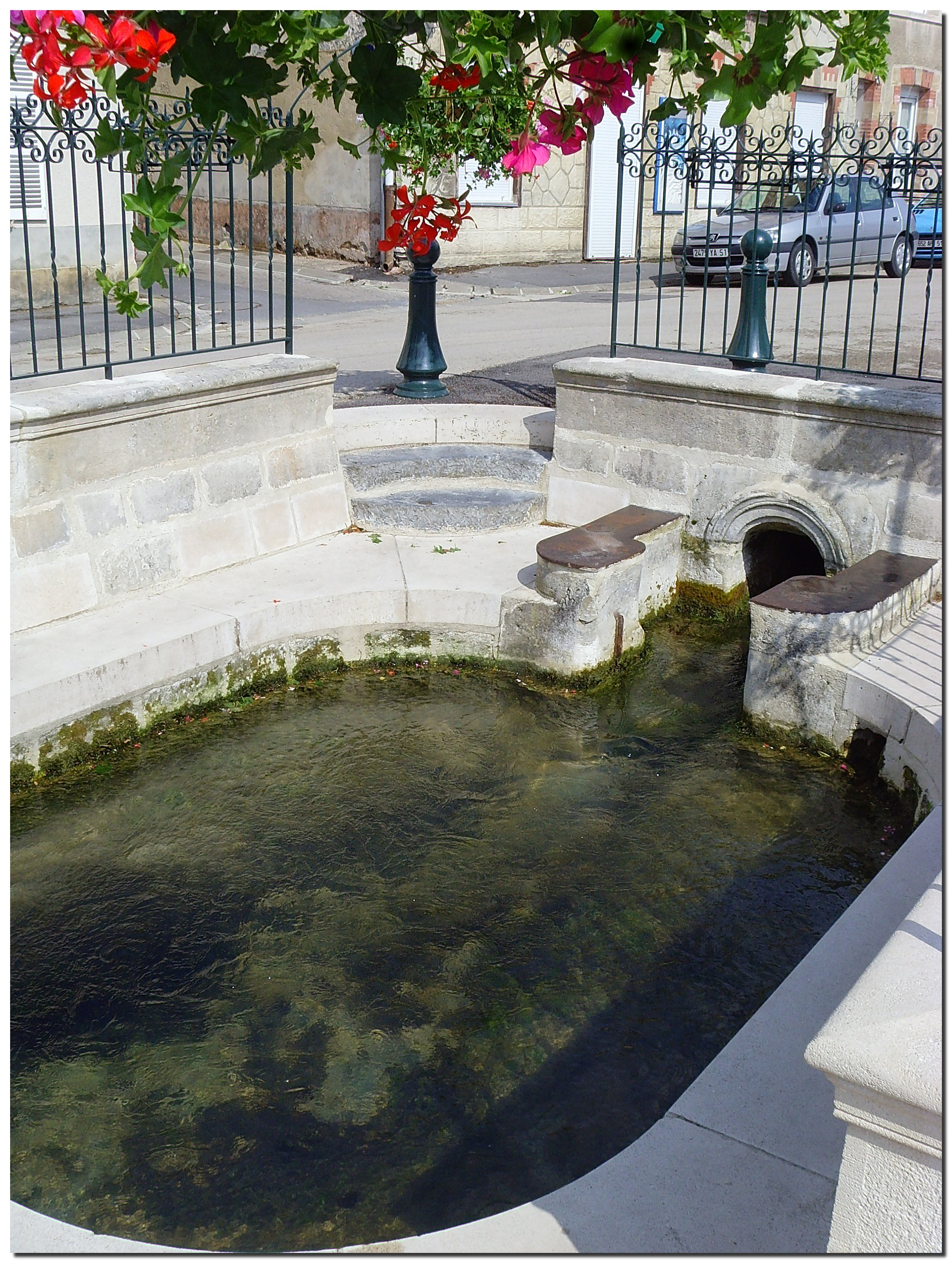
La Grande-Fontaine.
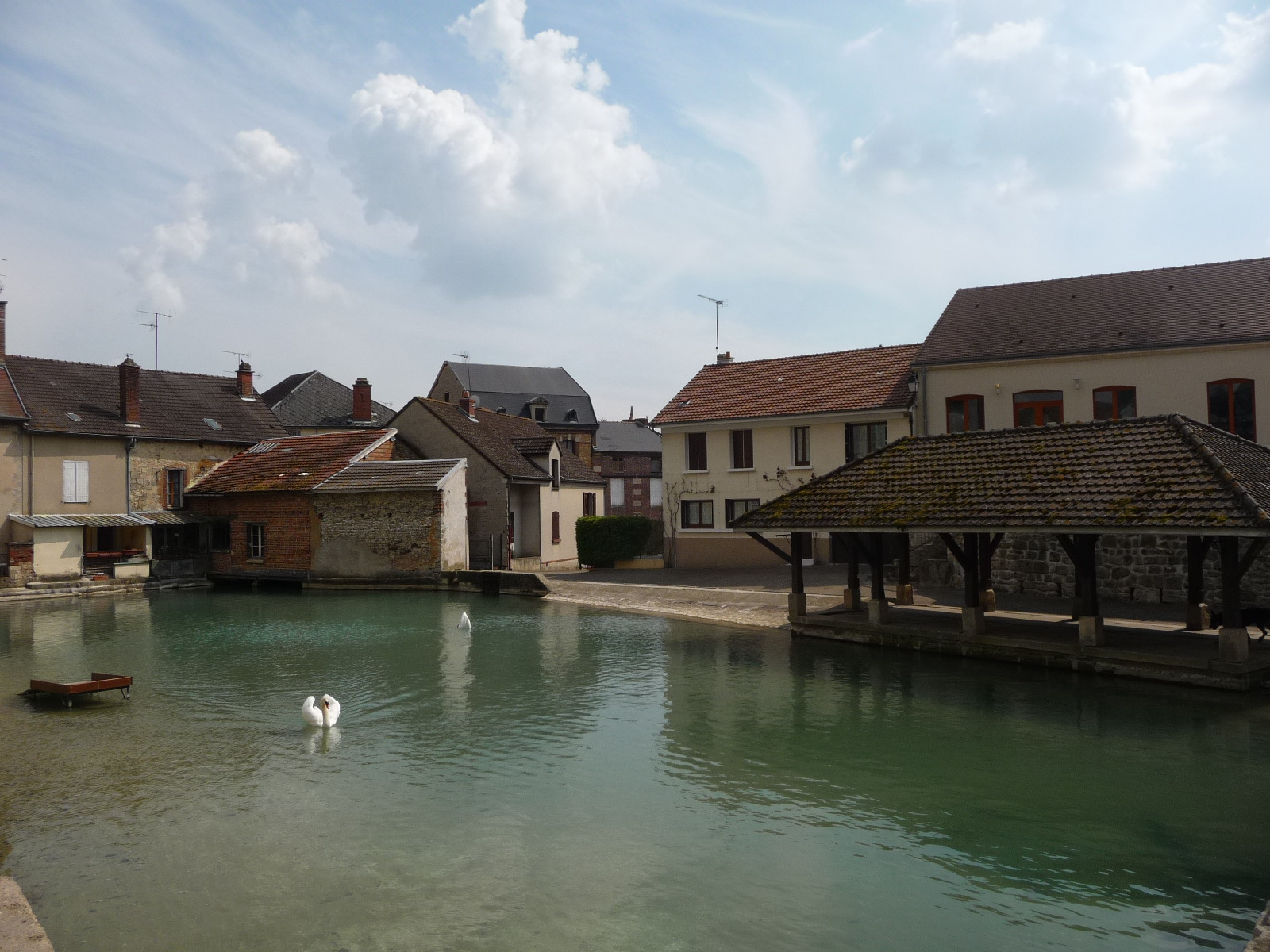
Le Puits-Saint-Martin.
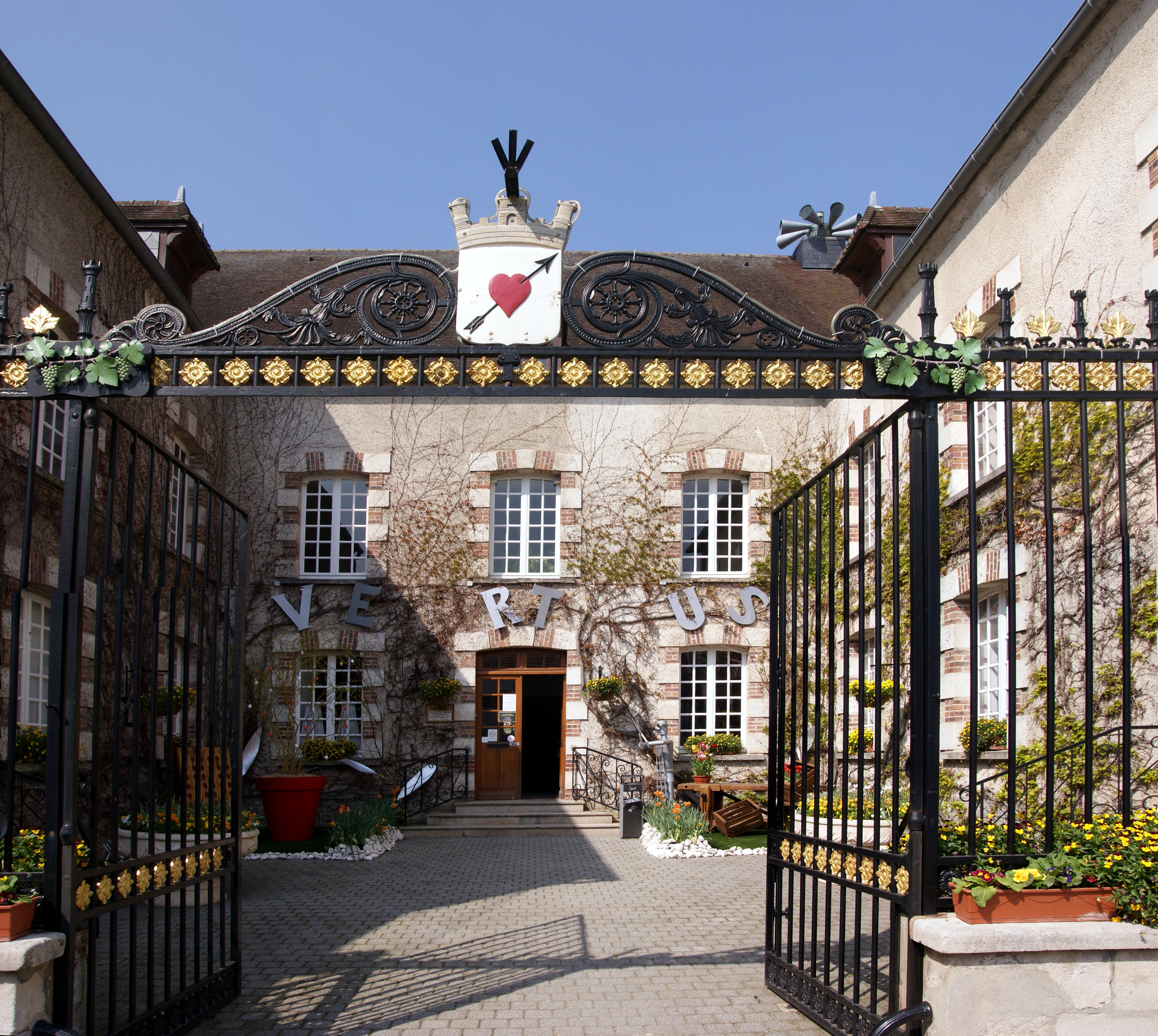
La cour de l'hôtel de ville.

### Patrimoine environnemental

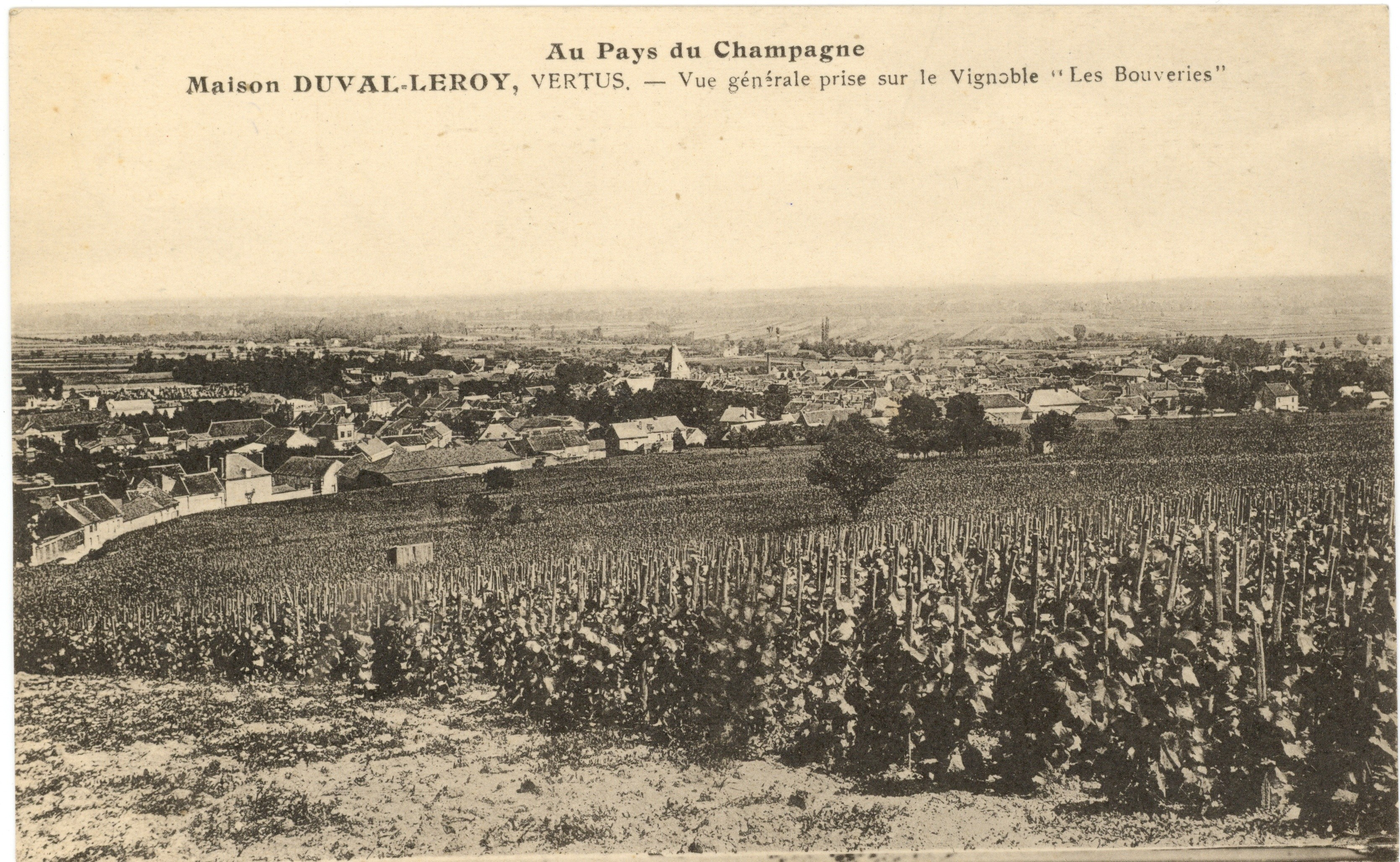
Le clos des Bouveries en 1921.

- La commune a reçu trois fleurs au concours des villes et villages fleuris ainsi que le prix de l'embellissement durable en 2009 et 2010. Une balade fleurie permet de découvrir la commune et son patrimoine.
- Le clos des Bouveries est une parcelle historique de vigne dans la ville de Vertus. Orientée à mi-coteau, cette parcelle est exposée plein est. Elle appartient aux maisons de champagne Duval-Leroy et Champagne Haumont et Fils, et est exploitée en cépage Chardonnay à 100 %. La cuvée clos des Bouveries 2004 a reçu la médaille d'or en 2007 du concours International Wine Challenge au Royaume-Uni.
- Le site des Falloises — appartenant au Réseau Natura 2000 — est renommé. Il permet de préserver l'habitat de chauves-souris dans des carrières souterraines et la pratique de l'escalade avec près de 130 voies comportant des difficultés de trois à sept.
- L'étang des Chantereines.

### Personnalités liées à la commune
- Eustache Deschamps (1346-1406), né à Vertus, écuyer et poète.
- Antoine-Claude-Pierre Masson de La Motte-Conflans (1727-1801), né à Vertus, homme de lettres.
- Claude Deschamps (1765-1843), né à Vertus, ingénieur des ponts et chaussées.
- Pierre Gustave Staal (1817-1882), né à Vertus, dessinateur.
- Adalbert Deganne (1817-1886), né à Vertus, ingénieur des Ponts et Chaussées et maire d'Arcachon.
- Marc-Edmond Dominé (1848-1921), mort à Vertus, colonel français, héros de la conquête coloniale du Tonkin.
- Fernand Moulet (1895-1973), né à Vertus, coureur cycliste.

### Héraldique
| Blason de la ville de Vertus | Les armes de Vertus se blasonnent ainsi : « d'argent au cœur de gueules percé d'une flèche renversée de sable, ferrée d'argent, posée en bande ». La position de la flèche et la couleur du champ semblent sujettes à variations. En effet, sur le registre BB/29/1081 (page 115) conservé aux Archives nationales, le cœur est percé d'une flèche de bas en haut et droite à gauche. On peut imaginer que ce sont là les armoiries authentiques. |

La devise de la ville est « Vivit post funera virtus » (« Le courage survit à la mort »).
Les armes et la devise de Vertus ont été octroyées par Jean le Bon en 1361.